# Palais Guglielmi Chiablese

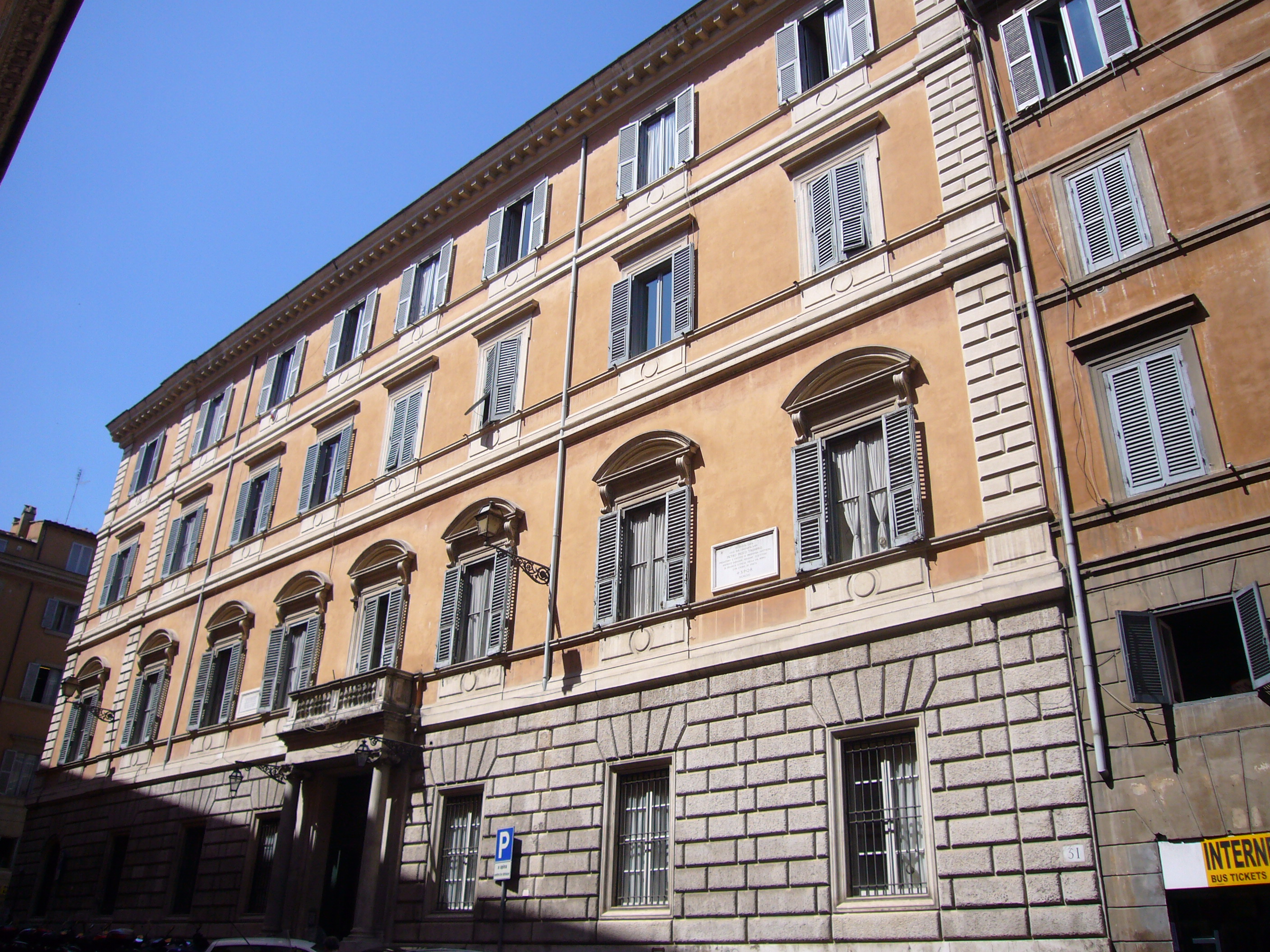
Vue du palais sur la Via Paganica.

Le Palais Guglielmi Chiablese est un palais situé à l'angle de la Piazza Paganica avec Via Paganica dans le rione Sant'Angelo à Rome. 
Le palais a été construit en 1776 pour le comte de Chiablese. Vendu aux Guglielmi ceux ci ont reconstruit complètement le complexe vers 1880 , ce qui lui donne son aspect actuel. Pendant les travaux, l'aile face à la Piazza Paganica a été ajoutée après la démolition de l'ancienne église de Santi Sebastiano et Valentino dei Mercanti, qui se trouvait au milieu de la place  . 

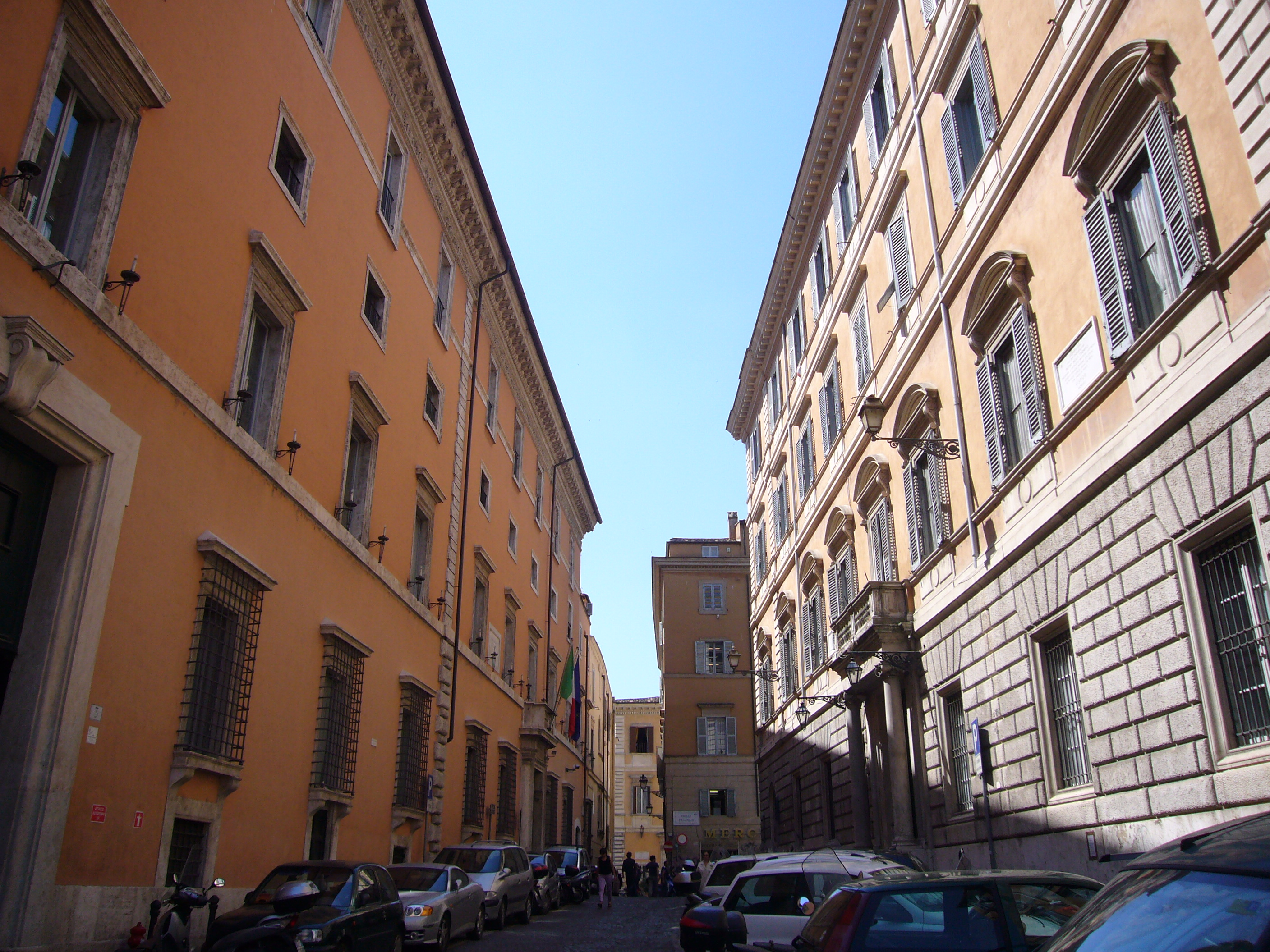
Vue du palais à droite. À gauche, le Palazzo Mattei Paganica.